# Ахмед эль-Шенави
Ахмед Нассер Абдель Разек эль-Шенави (араб. أحمد الشناوي‎; 14 мая 1991, Порт-Саид, Египет) — египетский футболист, вратарь клуба «Пирамидз» и сборной Египта. Участник летних Олимпийских игр 2012 в Лондоне.

## Клубная карьера
Эль-Шенави начал карьеру в клубе «Аль-Масри». В 2009 году он дебютировал за команду в чемпионате Египта. В начале 2013 года на правах аренды Ахмед перешёл в «Замалек». 19 марта в матче против «Тала Аль Гаиш» он дебютировал за новую команду. По окончании аренды эль-Шенави подписал с клубом постоянный контракт, заменив легенду «Замалека» Абдельвахид аль-Саеда. В 2015 году Ахмед помог команде выиграть чемпионат. Дважды он был удостоен звания лучшего вратаря первенства.
В июле 2018 года эль-Шенави изъявил желание покинуть «Замалек», после чего руководство клуба исключило его из состава и выставило на трансфер. Вскоре футболист заключил четырёхлетний контракт с клубом «Пирамидз».

## Международная карьера
В 2011 году эль-Шенави в составе молодёжной сборной Египта принял участие в молодёжном чемпионате мира в Колумбии. На турнире он сыграл в матчах против команд Бразилии, Панамы, Австрии и Аргентины.
8 октября 2011 года в отборочном матче Кубка Африки 2012 против сборной Нигера он дебютировал за сборную Египта.
В 2012 году Ахмед попал в заявку сборной на участие в Олимпийских играх в Лондоне. На турнире он сыграл в матчах против сборных Японии, Бразилии, Новой Зеландии и Беларуси.
В 2017 году в составе сборной эль-Шенави стал серебряным призёром Кубка Африки в Габоне. На турнире он сыграл в стартовом матче против команды Мали, в котором получил травму и вынужден был пропустить остаток турнира. Из-за другой серьёзной травмы Ахмед вынужден был пропустить и чемпионат мира 2018 года.

## Достижения
Командные
 «Замалек»
- Чемпионат Египта по футболу — 2014/2015
- Обладатель Кубка Египта — 2012/2013, 2014/2015, 2015/2016

Международные
 Египет
- Кубок африканских наций — 2017